# Công viên động vật hoang dã quốc gia Ninh Bình
Công viên động vật hoang dã quốc gia tại Ninh Bình là một dự án xây dựng khu bảo tồn động vật hoang dã Quốc gia đầu tiên tại Việt Nam. Địa điểm của dự án đặt tại 2 xã miền núi Kỳ Phú và Phú Long (Nho Quan) với tổng diện tích khoảng 1.155 ha. Đây là công viên bảo tồn động vật hoang dã Quốc gia đầu tiên tại Việt Nam và duy nhất đến thời điểm này được xây dựng, phát triển, hoạt động theo tiêu chuẩn Quốc tế.
Dự án dự kiến giai đoạn đầu tư thu hút khoảng 2 triệu khách/năm và đến năm 2020 sẽ đón 5 triệu khách/năm. Dự án đi vào hoạt động sẽ tạo việc làm cho khoảng 2.500 lao động. Tổng vốn đầu tư khoảng 7.368 tỷ đồng, trong đó nguồn ngân sách 2.121 tỷ đồng, nguồn vốn doanh nghiệp và huy nguồn vốn xã hội hoá 5.247 tỷ đồng. Thời gian thực hiện dự án từ năm 2012- 2025. Đây là dự án vận hành và hoạt động theo các tiêu chuẩn quốc tế, là dự án Công viên quốc gia đầu tiên tại Việt Nam. Quy hoạch phân khu 1/2.000 và lập đề án tổng thể do Công ty Cổ phần Kiến trúc IDIC thực hiện. 

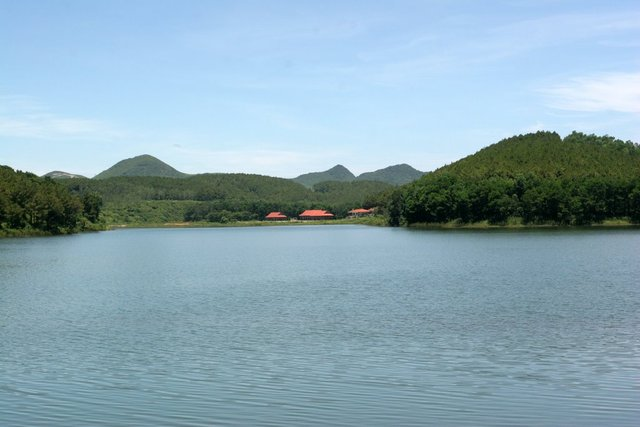
Thiên nhiên ở xã Phú Long

## Mục tiêu dự án
Công viên động vật hoang dã quốc gia Việt Nam được thực hiện theo các Quyết định số 57/QĐ-TTg ngày 19/1/12 và Quyết định số 154/QD-TTg ngày 29/1/15 của Thủ tướng chính phủ Việt Nam. Đề án xây dựng Công viên động vật hoang dã quốc gia tại Ninh Bình nằm trong chương trình mục tiêu quốc gia nhằm bảo tồn và phát triển nguồn gien các loài động vật quý hiếm bản địa và quốc tế. Dự kiến trong công viên gây nuôi, trưng bày các loài động vật hoang dã Việt Nam và Quốc tế với khoảng 3.000 cá thể thuộc 250 loài. Bao gồm các mục tiêu chính sau: Bảo tồn và phát triển nguồn gien các loài động vật quý hiếm trong nước, nghiên cứu phát triển, nhân giống cung cấp, trao đổi thú cho các khu bảo tồn, các vườn thú, giáo dục về thiên nhiên môi trường, gìn giữ và tôn tạo cảnh quan thiên nhiên, cung cấp dịch vụ du lịch, vui chơi giải trí, Thúc đẩy phát triển kinh tế.
Dự án được phân kỳ đầu tư trong 3 giai đoạn, bao gồm giai đoạn 1 từ năm 2012-2015; giai đoạn 2 từ 2016-2020 và giai đoạn 3 từ 2020 đến 2025 sẽ đưa toàn bộ Dự án vào hoạt động và khai thác.
Khi tham gia đầu tư vào dự án, các nhà đầu tư sẽ được hưởng các chính sách ưu đãi về thuế, mặt bằng, đào tạo nguồn nhân lực, công tác thông tin, tuyên truyền... Ngoài ra, các dự án đầu tư tại Công viên còn được hỗ trợ như dự án nông nghiệp áp dụng công nghệ cao theo quy định tại Nghị định số 57/2018/NĐ-CP ngày 17/4/2018 của Chính phủ về chính sách khuyến khích doanh nghiệp đầu tư vào nông nghiệp, nông thôn.

## Vị trí
Vị trí xây dựng Công viên động vật hoang dã quốc gia nằm ở phía tây nam huyện Nho Quan và ở phía tây tỉnh Ninh Bình. Cách thành phố Hoa Lư 35 km, Tam Điệp 20 km, thị trấn Nho Quan 18 km. Dự án nằm bên quốc lộ 45 rất gần các quốc lộ 12B và 38B đồng thời cũng là giao điểm của 2 trục đường đô thị là Đại lộ Tràng An từ thành phố Hoa Lư và đại lộ Đồng Giao từ thành phố Tam Điệp kéo dài, kết thúc tại đây.
Dự án này nằm ngay vùng đệm ở phía nam Vườn quốc gia Cúc Phương, rất gần các Khu du lịch Tràng An, chùa Bái Đính, Khu du lịch sinh thái hồ Đồng Chương, suối Kênh Gà-động Vân Trình để tạo thành quần thể du lịch liên hoàn thu hút khách du lịch về với cố đô Hoa Lư.

## Các phân khu
Theo QUYẾT ĐỊNH Số: 731/QĐ-UBND V/v phê duyệt quy hoạch xây dựng Công viên động vật hoang dã Quốc gia tại tỉnh Ninh Bình, Công viên động vật hoang dã Quốc gia Việt Nam có 6 phân khu chính gồm Lưu trữ ngày 5 tháng 3 năm 2016 tại Wayback Machine:
- Phân khu động vật hoang dã: Vị trí tại phía tây khu đất, tiếp giáp với vườn quốc gia Cúc Phương. Các hoạt động tại đây có tính chất gần gũi với thiên nhiên; Gồm các công trình: Nhà điều hành, quản lý, nghiên cứu khoa học; công trình phục vụ chăm sóc, triển lãm động vật hoang dã, các công trình dịch vụ phục vụ khách tham quan.
- Phân khu Vui chơi giải trí theo chủ đề: Vị trí tại phía đông khu đất, cách xa Phân khu động vật hoang dã. Gồm các cụm công trình thể dục thể thao (trường đua, nhà luyện tập, thi đấu thể dục thể thao); Các cụm công trình giải trí (thế giới nước, trò chơi cảm giác mạnh, biểu diễn nghệ thuật, khu mô hình các công trình nổi tiếng thế giới, mê cung, phim trường...) và các dịch vụ hỗ trợ.
- Phân khu Trung tâm dịch vụ: Vị trí tại trung tâm khu đất, là trục chuyển tiếp, kết nối giữa hoạt động thiên nhiên và hoạt động con người. Có các công trình dịch vụ văn phòng, dịch vụ thương mại, khu dịch vụ ăn uống và dịch vụ nghỉ dưỡng.
- Phân khu tái định cư và nhà công vụ: Vị trí gần Trung tâm khu đất, phía đông Nam khu Trung tâm Dịch vụ, bố trí quỹ đất, nhà ở phục vụ công tác tái định cư và cán bộ nhân viên làm việc lâu dài của Dự án.
- Phân khu cây xanh sinh thái 1 và 2: Vị trí phía nam khu đất, là trục cảnh quan rừng của Dự án, tiếp nối với vườn quốc gia Cúc Phương. Các vị trí có địa hình thuận lợi bố trí các khu trang trại Nông lâm, các khu nghỉ dưỡng sinh thái Bungalow, với chức năng là vùng đệm, cách ly khu động vật hoang dã với các hoạt động bên ngoài công viên.
- Phân khu Chăm sóc – Nghiên cứu Phát triển: Vị trí phía tây Bắc khu đất, phục vụ chăm sóc cứu hộ động vật, nghiên cứu nhân giống các loài động vật hoang dã, cung cấp, trao đổi động vật hoang dã cho các Vườn thú.

## Ban quản lý
Năm 2013, UBND tỉnh Ninh Bình đã ban hành quyết định số 551/QĐ – UBND thành lập Ban quản lý Công viên động vật hoang dã Quốc gia Ninh Bình.
Ban Quản lý có chức năng tham mưu, giúp Giám đốc Sở Nông nghiệp và Phát triển nông thôn tỉnh thực hiện chức năng tổ chức, quản lý, triển khai thực hiện dự án Công viên động vật hoang dã Quốc gia Ninh Bình; xây dựng và tổ chức thực hiện các chương trình, kế hoạch đầu tư xây dựng hạ tầng, cơ sở vật chất kỹ thuật cho Công viên; bảo tồn và phát triển các loài động vật đặc hữu, các hệ sinh thái đặc thù, bảo tồn quỹ gen, đa dạng sinh học, bảo tồn các nguồn gen động vật quý hiếm của Quốc gia, khu vực Đông Nam Á và thế giới, phục vụ cho công tác nghiên cứu khoa học và phát triển du lịch.
Đến hết năm 2014, Ban Quản lý đã từng bước ổn định tổ chức và hoạt động đạt được nhiều kết quả như: tiến hành công bố quy hoạch xây dựng Công viên động vật hoang dã quốc gia đến với các tổ chức và cá nhân; hoàn thành công tác cắm mốc giới theo quy hoạch; hoàn thiện Đề án tổng thể; tổ chức khảo sát, lập dự án đầu tư xây dựng giai đoạn I tuyến đường giao thông Công viên nối với Quốc lộ 45 và tỉnh lộ 479D; ký kết biên bản ghi nhớ với tổ chức Four Paws (Cộng hòa Liên bang Đức) về việc đầu tư xây dựng, duy trì một trung tâm cứu hộ gấu; triển khai dự án xây dựng cơ sở hạ tầng khu nuôi thú dữ châu Á; phối hợp với trung tâm xử lý bom, mìn- Tổng Công ty Lũng Lô và Công ty TNHH Vạn tường; phối hợp với Hội đồng giải phóng mặt bằng UBND huyện Nho Quan triển khai công tác hỗ trợ, đền bù giải phóng mặt bằng khu nuôi thả thú dữ Châu Á.

## Các nhà đầu tư
- Trung tâm bảo tồn động vật hoang dã Nước Việt (FOUR PAWS Viet) đầu tư “Trang trại bảo tồn gấu Ninh Bình”. Trang trại do Four Paws Vietđầu tư và đã đi vào hoạt động từ cuối năm 2017.
- Công ty cổ phần đầu tư dịch vụ và thương mại Bắc Bình đầu tư khoảng 1000 tỷ đồng để xây dựng khu vui chơi giải trí, bao gồm rạp chiếu phim, chuồng đua ngựa, công viên nước…
- Công ty TNHH Đầu tư và phát triển Thành Long, dự kiến sẽ đầu tư vào khu dịch vụ với hệ thống nhà hàng, nhà nghỉ Bungalow, bể bơi, sân tennis… Tổng vốn đầu tư vào khoảng 1.600 tỷ đồng.

## Các sự kiện

### Đón 3 cá thể gấu đầu tiên
Ngày 14/12/2017, Công viên động vật hoang dã quốc gia tại Ninh Bình đã tổ chức đón 3 cá thể gấu ngựa bị nuôi nhốt gần 20 năm được cứu hộ thành công. Lễ chào đón các cá thể gấu đầu tiên đến Trang trại bảo tồn gấu Ninh Bình trong Công viên do Trung tâm bảo tồn động vật hoang dã Nước Việt (Four Paws Viet) tổ chức, có sự tham dự của đông đảo lãnh đạo tỉnh Ninh Bình; ông Martin Hojsik - Tổng Giám đốc các chương trình của Four Paws International và hơn 70 chuyên gia về cứu hộ động vật hoang dã đến từ 11 quốc gia Đông Nam Á.

### Công nhận điểm du lịch
Tháng 2/2020, UBND tỉnh Ninh Bình đã có Quyết định công nhận Cơ sở bảo tồn gấu Ninh Bình (xã Kỳ Phú, huyện Nho Quan) là điểm du lịch.
Cơ sở bảo tồn gấu Ninh Bình chính thức mở cửa cho du khách đến tham quan từ tháng 03/2019, giờ mở cửa từ 9h - 15h hàng ngày và không thu vé vào cửa. Du khách đến đây được tham quan, quan sát các loài gấu và tổ chức các hoạt động trải nghiệm du lịch sinh thái khác tại đây.